# روبل روسیه
روبل (به روسی: Рубль) یکای پول کشور روسیه است. یکای کوچک‌تر روبل کوپک نامیده می‌شود. هر روبل برابر صد کوپک است.
پس از فروپاشی اتحاد شوروی، به جای روبل شوروی روبل فدراسیون روسیه به جریان افتاد. در طی سال‌های ۱۹۹۲ تا ۱۹۹۵ چندین شکل اسکناس به چاپ رسید و به دلیل تورم موجود در آن زمان تعداد صفرهای حک شده بر کالاها حالت نجومی به خود گرفت. پس از ثبات نسبی روبل در سال ۱۹۹۶، دولت تصمیم گرفت برای حل مشکل روبل جدیدی را عرضه کند. ارزش این روبل جدید برابر ۱۰۰۰ روبل قدیم بود یعنی در واقع سه صفر آخر اسکناس‌ها حذف شد.
روبل جدید در سال ۱۹۹۷ چاپ شد و از آغاز سال ۱۹۹۸ اعتبار پیدا کرد. روبل جدید در آغاز کار خوش شانس نبود و دقیقاً با بحران اقتصادی سال ۱۹۹۸ و افت ارزش روبرو شد. در چند سال اخیر دولت ولادیمیر پوتین توانسته‌است با افزایش رشد اقتصادی روسیه ارزش روبل را افزایش دهد. نرخ برابری روبل از ۳۱ روبل و ۲۸ کوپک در مقابل یک دلار آمریکا در سال ۲۰۰۲ میلادی به ۲۴ روبل در مقابل یک دلار در پایان سال ۲۰۰۷ میلادی افزایش پیدا کرده‌است.
در آغاز سال ۲۰۰۸ هر دلار آمریکا ۲۴ روبل و ۵۰ کوپک بوده‌است.
و در سال ۲۰۱۷ بانک مرکزی روسیه شروع به عرضه ۲۰۰ و ۲۰۰۰ روبلی کرده‌است؛ و در سال ۲۰۲۴ هر دلار آمریکا ۸۹ روبل بوده‌است.

## سکه‌ها
پس از فروپاشی اتحاد جماهیر شوروی، فدراسیون روسیه در سال ۱۹۹۲ اولین سری سکه‌های خود را ارائه کرد. ارزش اسمی این سکه‌ها به ترتیب ۱، ۵، ۱۰، ۲۰، ۵۰ و ۱۰۰ دلار بود. بر روی این سکه‌ها تصویر عقاب دوسر البته بدون تاج، عصای سلطنتی و نیز گوی‌ و صلیب دیده می‌شود و همچنین عبارت «بانک روسیه» (Банк России) نیز در بالای آن به چشم می‌خورد. این عقاب دقیق همان نمادی است که ایوان بیلیبین پس از انقلاب فوریه به برای نشان رسمی برای جمهوری روسیه طراحی کرد. سکه‌های ۱ و ۵ روبلی از جنس آلیاژ فولاد و برنجی هستند. سکه‌های ۱۰ و ۲۰ روبلی نیز از آلیاژ مس و نیکل و همچنین سکه‌های ۵۰ و ۱۰۰ روبلی دو رنگه بوده و از آلیاژ ترکیبی آلومینیوم-برنز و نیز مس-نیکل-روی هستند. در سال ۱۹۹۳، سکه آلومینیوم-برنزی ۵۰ روبلی و نیز سکه ۱۰۰ روبلی مس-نیکلی هم ضرب شد. همچنین جنس ماده سازنده سکه‌های ۱۰ و ۲۰ روبلی نیز به فولاد دارای روکش نیکل تغییر یافت. در سال ۱۹۹۵، جنس سکه‌های ۵۰ روبلی به فولاد دارای پوشش برنج تغییر یافت، اما تاریخ ضرب آنها همچنان ۱۹۹۳ باقی‌ ماند. با افزایش تورم در کشور، به تدریج سکه‌های با ارزش اسمی پائین‌تر از چرخه حذف شدند و استفاده از سایر سکه‌ها نیز به شکل قابل‌توجهی کاهش یافت. 
در این دوره یک سکه یک روبلی یادگاری نیز انتشار یافت. این سکه از نظر اندازه و وزن دقیقا مشابه سکه ۵ فرانکی سوئیس بود. به خاطر ارزش پائین این سکه، از آن به شکل گسترده‌ای برای فریب دستگاه‌های خودکار فروش در سوئیس استفاده می‌شود. 

## اسکناس‌ها

### سری ۱۹۹۷[۱]
| نگاره | نگاره | بها   | اندازه      | رنگ                    | شرح                                                                     | شرح                                                      | تاریخ               | تاریخ         | تاریخ                                                                           |
| رو    | پشت   | بها   | اندازه      | رنگ                    | رو                                                                      | پشت                                                      | چاپ                 | انتشار        | خروج از گردش                                                                    |
| ----- | ----- | ----- | ----------- | ---------------------- | ----------------------------------------------------------------------- | -------------------------------------------------------- | ------------------- | ------------- | ------------------------------------------------------------------------------- |
|       |       | р۵    | ۱۳۷ × ۶۱ mm | سبز                    | بنای یادبود هزاره روسیه در زمینه کلیسای سنت سوفیا در ولیکی نووگورود     | دیوار قلعه کرملین نووگورود                               | ۱۹۹۷                | ۱ ژانویه ۱۹۹۸ | از ۲۰۰۱ تا ۲۰۲۱ چاپ نمی‌شد تا اینکه دوباره در ۲۰۲۲ چاپ و در ۲۰۲۳ به گردش بازگشت. |
|       |       | р۱۰   | ۱۵۰ × ۶۵ mm | سبز تیره و قهوه‌ای تیره | پل کومنالنی بر روی رود ینی‌سئی در کراسنویارسک و کلیسای پرسکوا پیاتنیتسا. | سد کراسنویارسک                                           | ۱۹۹۷ ۲۰۰۱ ۲۰۰۴      | ۱ ژانویه ۱۹۹۸ | از ۲۰۱۰ تا ۲۰۲۱ چاپ نمی‌شد تا اینکه دوباره در ۲۰۲۲ چاپ و در ۲۰۲۳ به گردش بازگشت. |
|       |       | р۵۰   | ۱۵۰ × ۶۵ mm | آبی و بنفش، به ترتیب   | ستون نوک دار در پس زمینه دژ پتروپاولوفسکی در سنت پترزبورگ               | بورس اوراق بهادار قدیمی، سنت پترزبورگ، و ستون‌های شاخک‌دار | ۱۹۹۷ ۲۰۰۱ ۲۰۰۴      | ۱ ژانویه ۱۹۹۸ | جاری                                                                            |
|       |       | р۱۰۰  | ۱۵۰ × ۶۵ mm | قهوه ای، سبز، کبود     | ارابه در سردر تالار بولشوی در مسکو                                      | تالار بولشوی                                             | ۱۹۹۷ ۲۰۰۱ ۲۰۰۴      | ۱ ژانویه ۱۹۹۸ | جاری                                                                            |
|       |       | p۲۰۰  | ۱۵۰ × ۶۵ mm | سبز                    | نمایش از سواستوپول و بناییادبود کشتی‌های غرق شده                         | نمایی از خرسونسوس، کریمه                                 | ۲۰۱۷                | ۱۲ اکتبر ۲۰۱۷ | جاری                                                                            |
|       |       | р۵۰۰  | ۱۵۰ × ۶۵ mm | بنفش و آبی، به ترتیب   | بنای یاد بود پتر بزرگ، کشتی دریانوردی سدوف و بندر آرخانگلسک             | صومعه اسلووتسکی                                          | ۱۹۹۷ ۲۰۰۱ ۲۰۰۴ ۲۰۱۰ | ۱ ژانویه ۱۹۹۸ | جاری                                                                            |
|       |       | р۱۰۰۰ | ۱۵۷ × ۶۹ mm | آبی و سبز              | بنای یادبود یاروسلاو نخست و چپل بانوی کازان در یاروسلاول                | کلیسای سنت جان باپتیست، یاروسلاول                        |                     | ۱ ژانویه ۲۰۰۱ | جاری                                                                            |
|       |       | p۲۰۰۰ | ۱۵۷ × ۶۹ mm | آبی                    | پل روسکی                                                                | پایگاه فضایی وستوچنی                                     | ۲۰۱۷                | ۱۲ اکتبر ۲۰۱۷ | جاری                                                                            |
|       |       | р۵۰۰۰ | ۱۵۷ × ۶۹ mm | قرمز و نارنجی          | بنای یادبود نیکلای موراویوو-امنوسکی در خاباروفسک                        | پل خاباروفسک بر روی رود آمور                             | ۱۹۹۷ ۲۰۱۰           | ۳۱۱ ژوئن ۲۰۰۶ | جاری                                                                            |

### سری ۲۰۱۷-۲۰۲۵[۴]
| نگاره | نگاره | بها    | اندازه      | شرح                                                                    | شرح                                                         | شرح                          | تاریخ | تاریخ         | تاریخ        |
| رو    | پشت   | بها    | اندازه      | رو                                                                     | پشت                                                         | ته‌نقش                        | چاپ   | انتشار        | خروج از گردش |
| ----- | ----- | ------ | ----------- | ---------------------------------------------------------------------- | ----------------------------------------------------------- | ---------------------------- | ----- | ------------- | ------------ |
|       |       | P۱۰۰   | ۱۵۰ × ۶۵ mm | مسکو: برج اسپاسکایا، پارک زاریادیه، دانشگاه دولتی مسکو، برج اوستانکینو | تندیس سرباز شوروی، رژف، استان تور؛ زمین پاشلک‌ها، استان تولا | بها و برج اسپاسکایا          | ۲۰۲۲  | ۳۰ ژوئن ۲۰۲۲  | در گردش      |
|       |       | P۲۰۰   | ۱۵۰ × ۶۵ mm | یادمان کشتی‌های غرق شده (اثر پیکرتراش آماندوس آدامسون)، سواستوپول       | نمایی از خرسونسوس                                           | بها و یادمان کشتی‌های غرق شده | ۲۰۱۷  | ۱۲ اکتبر ۲۰۱۷ | در گردش      |
|       |       | P۲,۰۰۰ | ۱۵۷ × ۶۹ mm | ولادی‌وستوک: پل روسکی، دانشگاه فدرال خاور دور                           | پایگاه فضایی وستوچنی، اوگلگورسک، استان آمور                 | بها و پل روسکی               | ۲۰۱۷  | ۱۲ اکتبر ۲۰۱۷ | در گردش      |

### اسکناس‌های یادبود
| نگاره | نگاره | بها  | اندازه      | رنگ                           | شرح                                                              | شرح                                                               | تاریخ | تاریخ          | تاریخ        |
| رو    | پشت   | بها  | اندازه      | رنگ                           | رو                                                               | پشت                                                               | چاپ   | انتشار         | خروج از گردش |
| ----- | ----- | ---- | ----------- | ----------------------------- | ---------------------------------------------------------------- | ----------------------------------------------------------------- | ----- | -------------- | ------------ |
|       |       | р۱۰۰ | ۱۵۰ × ۶۵ mm | آبی، زرد به ترتیب             | اسنوکر و برخی از محل‌های المپیک خوشه ساحلی سوچی                   | اولین استادیوم المپیک در سوچی                                     | ۲۰۱۴  | ۳۰ اکتبر ۲۰۱۳  | جاری         |
|       |       | р۱۰۰ | ۱۵۰ × ۶۵ mm | زرد و قهوه‌ای و سبز به ترتیب   | بنای یادبود کشتی‌های غرق شده در خلیج سواستوپول                    | آشیانه قلعه پرستو                                                 | ۲۰۱۵  | ۲۳ دسامبر ۲۰۱۵ | جاری         |
|       |       | р۱۰۰ | ۱۵۰ × ۶۵ mm | سبز و آبی و قرمز زرد به ترتیب | پسری با توپ در دستش به لو یاشین دروازه‌بان معروف شوروی نگاه می‌کند | توپ جام جهانی با تصوبر روسیه روی آن و شهرهای برگزار کننده مسابقات | ۲۰۱۸  | ۲۲ مه ۲۰۱۸     | جاری         |

## ارزها با بیشترین چرخش در بازار جهان
| رتبه       | ارزها         | کد ایزو ۴۲۱۷ (نشان) | ٪ سهم روزانه (۱۶ سپتامبر ۲۰۱۹) |
| ---------- | ------------- | ------------------- | ------------------------------ |
| ۱          | دلار آمریکا   | USD (US$)           | ۸۸٫۳%                          |
| ۲          | یورو          | EUR (€)             | ۳۲٫۳٪                          |
| ۳          | ین ژاپن       | JPY (¥)             | ۱۶٫۸٪                          |
| ۴          | پوند استرلینگ | GBP (£)             | ۱۲٫۸٪                          |
| ۵          | دلار استرالیا | AUD (A$)            | ۶٫۸٪                           |
| ۶          | دلار کانادا   | CAD (C$)            | ۵٫۰٪                           |
| ۷          | فرانک سوئیس   | CHF (Fr)            | ۵٫۰٪                           |
| ۸          | یوان چین      | CNY (元)            | ۴٫۳٪                           |
| ۹          | دلار هنگ کنگ  | HKD (HK$)           | ۳٫۵٪                           |
| ۱۰         | دلار نیوزیلند | NZD (NZ$)           | ۲٫۱٪                           |
| ۱۱         | کرون سوئد     | (kr) SEK            | ۲٫۰٪                           |
| ۱۲         | وون کره جنوبی | (₩) KRW             | ۲٫۰٪                           |
| ۱۳         | دلار سنگاپور  | SGD (S$)            | ۱٫۸%                           |
| ۱۴         | کرون نروژ     | NOK (kr)            | ۱٫۸٪                           |
| ۱۵         | پزو مکزیک     | MXN ($)             | ۱٫۷٪                           |
| دیگر ارزها | دیگر ارزها    | دیگر ارزها          | ۱۳٫۸٪                          |
| جمع کل     | جمع کل        | جمع کل              | ۲۰۰٪                           |